# Сильван Газский
Сильван Газский (греч. Σίλβανος; ум. 311 год, Кесария) — епископ Газы и священномученик (день памяти — 17 мая в Православной и 4 мая в Католической).
В житиях упоминаются два священномученика Сильвана Газских — епископ (память 4 мая) и пресвитер (память 14 октября), однако их жития настолько схожи, что скорее всего речь идёт об одном человеке.
Сильван иногда называется епископом Кесийским, т.е. Кесарийским, по месту осуждения его на каторжные работы, а по месту служения он был Газским (или вблизи Газы), как это указано и в Четьи-Минеях.

## Житие
Святой Сильван происходил из окрестностей Газы. В миру Сильван был воином. Желая служить Богу, он принял священство, а потом был рукоположен во епископа Газского. Святой Сильван обратил многих язычников в Христианство. Во время гонения на христиан императора Диоклетиана (точнее, его соправителя Максимина) он был приведен на суд в Кесарию, подвергнут пытке, мужественно перенёс её и был приговорён к тяжёлым работам в медных рудниках палестинского города Фена. На этой работе святой епископ дошел до крайнего изнеможения, но, всегда бодрый духом, неустанно проповедовал Христа всем окружающим. Это вызвало ненависть язычников, которые отрубили ему голову. Такую же смерть приняли с ним и ещё 40 святых мучеников, которые по слову епископа приняли христианство. Смерть их последовала в 311 году.